# Besida
Besida – zalesiony szczyt o wysokości 856 m n.p.m. w Bieszczadach Zachodnich.